# Berg bei Rohrbach
Berg bei Rohrbach megszűnt község Ausztriában, Felső-Ausztria tartományban, a Rohrbachi járásban. 2015. május 1-jén Berget egyesítették a szomszédos Rohrbach in Oberösterreich városával Rohrbach-Berg néven, miután a 2014. október 19-én tartott népszavazás mindkét községben pozitív eredményt ért el az egyesítést illetően.

## Fekvése
Tengerszint feletti magassága 630 méter. 

## Népesség
Lakosainak száma 2523 fő.